# Ніпіннавозі (Каліфорнія)
Ніпіннавозі (англ. Nipinnawasee) — переписна місцевість (CDP) в США, в окрузі Мадера штату Каліфорнія. Населення — 434 особи (2020).

## Географія
Ніпіннавозі розташоване за координатами 37°24′11″ пн. ш. 119°43′45″ зх. д. / 37.40306° пн. ш. 119.72917° зх. д. (37.402947, -119.729260).  За даними Бюро перепису населення США в 2010 році переписна місцевість мала площу 7,93 км², уся площа — суходіл.

## Демографія
Згідно з переписом 2010 року, у переписній місцевості мешкало 475 осіб у 192 домогосподарствах у складі 150 родин. Густота населення становила 60 осіб/км².  Було 217 помешкань (27/км²).
Расовий склад населення:
| - 88,8 % — білих - 1,9 % — корінних американців - 0,4 % — чорних або афроамериканців |

До двох чи більше рас належало 8,2 %. Частка іспаномовних становила 10,5 % від усіх жителів.
За віковим діапазоном населення розподілялося таким чином: 18,9 % — особи молодші 18 років, 60,3 % — особи у віці 18—64 років, 20,8 % — особи у віці 65 років та старші. Медіана віку мешканця становила 49,5 року. На 100 осіб жіночої статі у переписній місцевості припадало 93,1 чоловіків;  на 100 жінок у віці від 18 років та старших — 90,6 чоловіків також старших 18 років.
Середній дохід на одне домашнє господарство  становив 51 899 доларів США (медіана — 65 389), а середній дохід на одну сім'ю — 55 429 доларів (медіана — 65 557). За межею бідності перебувало 16,1 % осіб, у тому числі 0,0 % дітей у віці до 18 років та 0,0 % осіб у віці 65 років та старших.
Цивільне працевлаштоване населення становило 202 особи. Основні галузі зайнятості: виробництво — 27,2 %, роздрібна торгівля — 23,8 %, мистецтво, розваги та відпочинок — 23,3 %.